# Лозинский, Самуил Горациевич
Самуи́л Гора́циевич Лози́нский (1874, Бобруйск — 1945, Ленинград) — российский и советский историк, соредактор Еврейской энциклопедии (1907—1913).

## Биография
Родился 26 августа (7 сентября) 1874 года в Бобруйске в зажиточной еврейской семье содержателя корчмы. В 1895 году окончил гимназию в Слуцке и поступил на историко-филологический факультет Киевского университета, также слушал лекции в Берлинском университете. В студенческие годы, во многом под влиянием старшего брата, одного из организаторов сионистского движения в России Моисея (Хаима Моше) Горациевича Лозинского (1873—1903), был увлечён идеями возрождения еврейской государственности. В 1897 году был арестован за участие в студенческой демонстрации протеста в связи с самоубийством М. Ф. Ветровой, в 1899 году был исключён из университета. Образование продолжил за границей в Брюссельском и Парижском университетах. В 1904 году окончил Высшую школу социальных исследований  (фр.).
Осенью 1904 года вернулся в Киев, где стал редактором иностранного отдела в газете «Киевские отклики». Был вновь арестован, освобождён, но находился под надзором полиции до февраля 1917 года. 
В 1906 году переехал в Санкт-Петербург, где в 1908 году сдал экзамены по историко-филологическому факультету Санкт-Петербургского университета. В 1906—1908 годах сотрудничал в «Политической энциклопедии» под редакцией Л. З. Слонимского; также, в 1908—1913 годах был одним из редакторов (со второго тома) и автором многих статей «Еврейской энциклопедии».
С 1906 по 1917 год работал в издательстве Брокгауза и Ефрона, редактируя исторические труды; в 1912 году, в связи с подготовкой к изданию книги Г. Ч. Ли «История инквизиции в Средние века», был командирован издательством в Испанию, где работал в архиве Барселоны. Результатом работы стала диссертация «История инквизиции в Испании» (СПб., 1914). В 1917 году сдал магистерские экзамены и был утверждён Петроградским университетом в звании приват-доцента. Тем не менее защитить диссертацию не успел из-за временной отмены после Октябрьской революции учёных степеней.
В период 1919—1925 годов был ректором Еврейского университета (с 1920 года — Институт высших еврейских знаний) в Петрограде, где читал специализированные курсы по истории евреев. В 1921—1922 годах был также профессором на кафедре истории еврейского народа в Белорусском государственном университете. 
Работал в должности профессора Института внешкольного образования (1921—1926); в ЛГПИ имени А. И. Герцена в должности профессора кафедры всеобщей истории (1921—1945). В 1926—1931 годах — профессор по курсу истории классовой борьбы и истории хозяйственного быта Северо-Кавказского государственного и Северо-Кавказского Коммунистического университетов в Ростове-на-Дону. В 1931—1933 годах — профессор истории в Высшем финансово-экономическом институте.
В 1926—1931 годах —— член редакции московского журнала «Атеист», а также член международного бюро Общества воинствующих безбожников. С 1 декабря 1930 года занимал должность консультанта иностранного сектора антирелигиозного отделения при Публичной библиотеке в Ленинграде.
В 1930—1932 годах преподавал в Ленинградском культурно-просветительском институте имени Н. К. Крупской; в 1935—1939 годах был профессором Планового института; с 1937 года — профессор, а с 1939 — заведующий кафедрой истории 1-го Ленинградского педагогического института иностранных языков. В 1933—1936 годах был профессором ЛИФЛИ.
В декабре 1938 года получил должность заведующего отделением религии и атеизма на Западе и в Америке в эпоху капитализма XVI—XIX веков при «Музее истории религии АН СССР». Тем не менее уже в следующем году, из-за ухудшившегося здоровья отошёл от экспозиционной работы и углубился в научно-исследовательскую деятельность. В этот же период «Музей истории религии» подал ходатайство о присуждении Лозинскому учёной степени доктора наук, однако ввиду бюрократических сложностей рассмотрение его затянулось, и к началу 1941 года этот вопрос так и не был решён. 
В ноябре 1941 года вместе с дочерью был эвакуирован на самолёте в Киров, где до осени 1944 года возглавлял кафедру всеобщей истории в Педагогическом институте. По возвращении в Ленинград, несмотря на почти полную потерю зрения, продолжал преподавательскую деятельность.
Умер 26 июня 1945 года. Похоронен на Литераторских мостках в Петербурге. 
Печатался в «Вестнике знания» и других изданиях. Автор книг по истории Средневековья.

## Избранная библиография
- История Второй французской республики. — Киев, 1904
- Политические партии и национальный вопрос в Австрии. — М., 1907
- История Бельгии и Голландии в новое время. — СПб., Брокгауз — Ефрон, 1909
- История инквизиции в Испании. — СПб., 1914
- Очерки Великой Французской революции. Мирабо, Дантон, Марат, Процесс Людовика XVI. — Петроград, 1918. — 158 с.
- Евреи Запада в борьбе за право и свободу. — М., 1919
- История труда. — Петроград, 1920
- Средние века. Социально-экономический очерк средневековой Европы. — Петроград, 1923
- История древнего мира. Греция и Рим. — Петроград, 1923
- Средневековые ростовщики. — Петроград, 1923
- Из истории классовой борьбы. Греция. Рим. — Л., 1924
- Классовая борьба в средневековом городе. — Л.—М., 1925
- Эпоха торгового капитала. — Л.—М., 1926
- Святая инквизиция. — М., 1927
- Социальные корни антисемитизма в Средние века и Новое время. — М.—Л.: Атеист, 1929. — 208 с.
- Роковая книга средневековья, 1932 — о средневековом трактате «Молот ведьм»
- История папства. — М.: ГАИЗ, 1934
- Лозинский С. Г. История инквизиции в Испании. — М.—Берлин: Директ-Медиа, 2021. — 508 с. — ISBN 978-5-4499-1868-0.